# ニッポン・コネクション
ニッポン・コネクションとは、ドイツにおける日本映画祭である。
2000年度に開幕。2002年に第2回が開催された。以後、毎年春から初夏の間フランクフルトにて開催されている。2012年までは主にフランクフルト大学の会場で開催されたが、2013年からイベント会場、Künstlerhaus MousonturmとTheater Willy Pramlを拠点に行われている。
2023年の来場者数は18,500人を超えた。第24回ニッポン・コネクション映画祭は、2024年5月28日から6月2日まで開催された。

## 映画祭について
毎年、ニッポン・コネクション映画祭の短編映画と長編映画を含む作品数は100作を超え、その中の多くのはドイツ・ヨーロッパ・ワールドプレミアとして上映される。作品の範囲は幅広く、現代映画とレトロスペクティブ、新しい劇映画や記録映画などが挙げられる。
映画祭のプログラムは「ニッポン・シネマ」、「ニッポン・アニメーション」「ニッポン・ヴィジョンズ」、「ニッポン・レトロ」という四つの部門で構成されている。日本からは監督、プロデューサー、俳優等の映画関係者が作品のプロモーションのため、フランクフルトに招かれる。多くの映画製作者はパネルディスカッションに参加し、自ら作品の紹介をする（2014年は60人余りのゲストを日本から招いた）。
2005年、「ニッポン・シネマ賞」が新設された。来場者の投票数に応じ、「ニッポン・シネマ」の作品の中から「ニッポン・シネマ賞」与えられる。2010年には日本国内外の映画関係者によって構成された審査員が選出する「ニッポン・ヴィジョンズ審査員賞」、2014年からは「ニッポン・ヴィジョンズ観客賞」設けられた。
「ニッポン・カルチャー」では様々な講義、舞台やワークショップが行われている。来場客は茶道や太鼓、書道等の体験ができ、ダンス公演や武道ショー等を楽しむことができる。夜にはライブやパーティ等のイベントが開催されている。また、2012年から「ニッポン・キッズ」というワークショップや子供向けの映画を上映するプログラムが設立された。
さらに、2010年にかけて、インディーズ作品を代表する「ニッポン・ヴィジョンズ」の作品の一部は、「ニッポン・オン・ツアー」のタイトルで世界中の街に旅立った (ニューヨーク、バルセロナ、ベルリン等)。
本映画祭は公益法人ニッポン・コネクションe.V.を通してボランティアの協力で設立し、様々な方の努力で行われている。

## 歴史
- 1999年、当時フランクフルトのゲーテ大学で映画学を専攻していたマリオン・クロムファスとホルガー・ツィーグラーは大学内で数本の日本映画の上映企画を考案した。2000年度第一回のニッポンコネクションから映画には英字幕を付け、その他様々な文化体験、ワークショップ、講義やライブ等で日本映画への関心を引いた。予測されていた1500人の来場客をはるかに上回る1万人もの人々が来場した。
- 予想を超えた需要を目の当たりにした企画チームは、ニッポンコネクション映画祭を継続の上で毎年開催する事を決定した。活動休止をした1年を経て、公益法人ニッポン・コネクションe.V.が設立され、2002年第二回ニッポンコネクション映画祭が行われた。
- 2002年、デジタル作品の特別部門、「ニッポン・デジタル」が設けられ、「アーティストハウス・ムゾーン塔」の協力の下、展示会が開催された。この年から「ニッポンコネクションニューカマーアワード」が新設され、期待の新人に与えられる。
- 2003年には初めてドイツ映画博物館の協力による「ニッポン・レトロ」が始動し、「フランクフルト文学館」と共同行事が企画された。
- 2004年には、一部のプログラムが「ニッポン・オン・ツアー」としてライプツィヒとバルセロナをまわった。また、ニッポン・コネクション映画祭のチームは文化庁に東京へ招かれ、日本映画の外国への影響をテーマにしたシンポジウムに参加した。
- 2005年にはツアープログラムが更に拡大され、「ニッポン・シネマ賞」の新設後、その年のニッポンコネクション映画祭に初めて授与された。
- 2007年にはニッポン・コネクションが主催を勤める、初の学問の世界で日本映画を巡る最も重要なイベント、「シネマ・クラブ」がヨーロッパで開催された。
- 設立から10周年の2010年、東京の日本映像翻訳アカデミー（JVTA）の協力を通して、若手の映画監督をサポートする「ニッポン・デジタル賞」が、専門審査員により初めて与えられた。受賞者には次作品に英字幕の提供がされる。2011年、「ニッポン・デジタル賞」は「ニッポン・ヴィジョンズ賞」に改称された。
- 2012年には、「ニッポン・キッズ」プログラムが設けられた。
- 2013年に映画祭を設立したマリオン・クロムファスが日本とドイツの交流を含めるように重ねた努力に敬意を表して、日本から外務大臣表彰を授与された。
- 2014年に、「ニッポン・ヴィジョンズ賞」は「ニッポン・ヴィジョンズ審査員賞」に改称され、「ニッポン・ヴィジョンズ観客賞」が初めて与えられた。
- 2012年から2014年にかけて、VGF（フランクフルトの公共交通機関会社）12秒スポット動画「ニッポン・モーション賞」が授与された。
- 2015年の映画祭には、「ニッポン栄誉賞」が設けられた。
- 2020年に新型コロナウイルス拡散の状況を受け、第２０回目の開催となる映画祭を例年とは異なり、オンラインで開催することを決定。デジタル版ニッポン・コネクションでは「ニッポン・オンライン賞」が創設された。

## 意義
ニッポン・コネクションは現在、最新の日本映画を観ることができるイベントに発展した。多くの映画作品はこの映画祭で初上映を果たしている。ニッポンコネクション映画祭が見出した才能の中には山下敦弘や豊田利晃やタナダユキ等名立たる映画監督がいる。
観客と監督の交流はニッポンコネクション映画祭の重要な目標だ。毎年、数多くの監督、俳優、女優、プロデューサー等が自らの作品を紹介し、来場者の様々な質問に答える。これまでも数多くの日本映画界のスターがゲストとして参加した：役所広司、寺島しのぶ、黒沢清、桃井かおり、豊田利晃、若松孝二、塚本晋也、緒方明 、平沢剛、荒井晴彦 、篠崎誠、河崎実、山下敦弘、廣木隆一、佐藤信介、タナダユキ、安藤サクラ、渋川清彦等。
映画祭では、日本映画を学問的な観点から重要な役割を担っている。ニッポンコネクション映画祭はフランクフルト大学の日本学部と映画学部との提携により現在も活動中だ。それに加え、諸外国の日本映画に精通している人が興味深い発表を通して来場者に日本映画の世界を紹介している。

## 受賞作品・受賞者
※行頭近くのカッコ内はニッポン・コネクション映画祭の開催回及び開催年。
Nippon Connection Newcomer Award 「ニッポン・コネクション・ニューカマー賞」 (2002)
- 第1回（第2回・2002） 『青い春』 （豊田利晃）

Nippon Cinema Award 「ニッポン・シネマ賞」
- 第1回（第5回・2005） 『Turn over天使は自転車に乗って』 （野村惠一）
- 第2回（第6回・2006） 『笑の大学』 （星護）
- 第3回（第7回・2007） 『メゾン・ド・ヒミコ』 （犬童一心）
- 第4回（第8回・2008） 『全然大丈夫』 （藤田容介）
- 第5回（第9回・2009） 『デトロイト メタル シティ』 （李闘士男）
- 第6回（第10回・2010） 『ホッタラケの島 〜遥と魔法の鏡〜』 （佐藤信介）
- 第7回（第11回・2011） 『借りぐらしのアリエッティ』 （米林宏昌）
- 第8回（第12回・2012） 『キツツキと雨』 （沖田修一）
- 第9回（第13回・2013） 『鍵泥棒のメソッド』 （内田けんじ）
- 第10回（第14回・2014） 『ペコロスの母に会いに行く』 （森﨑東）
- 第11回（第15回・2015） 『太秦ライムライト』 （落合賢）
- 第12回（第16回・2016） 『龍三と七人の子分たち』 （北野武）
- 第13回（第17回・2017） 『永い言い訳』 （西川美和）
- 第14回（第18回・2018） 『オー・ルーシー!』 （平柳敦子）
- 第15回（第19回・2019） 『翔んで埼玉』 （武内英樹）
- 第16回（第21回・2021） 『his』 （今泉力哉）
- 第17回（第22回・2022） 『浅田家!』 （中野量太）
- 第18回（第23回・2023） 『湯道』 （鈴木雅之）
- 第19回（第24回・2024） 『カラオケ行こ!』 （山下敦弘）
- 第20回（第25回・2025） 『侍タイムスリッパー』 （安田淳一）

Nippon Digital Award 「ニッポン・デジタル賞」 (2010)
- 第1回（第10回・2010） 『ライブテープ』 （松江哲明）

Nippon Visions Award 「ニッポン・ヴィジョンズ賞」 (2011-2013)
- 第1回（第11回・2011）『堀川中立売』 （柴田剛） ※特記:『海への扉』 （大橋礼子）
- 第2回（第12回・2012）『ひかりのおと』 （山崎樹一郎） ※特記:『相馬看花 第一部 奪われた土地の記憶』 （松林要樹）
- 第3回（第13回・2013）『A2-B-C』 （イアン・トーマス・アッシュ）

Nippon Visions Audience Award「ニッポン・ヴィジョンズ観客賞」
- 第1回（第14回・2014） 『ある精肉店のはなし』 （纐纈あや）
- 第2回（第15回・2015） 『1287』 （イアン・トーマス・アッシュ）
- 第3回（第16回・2016） 『桜の樹の下』 （田中圭）
- 第4回（第17回・2017） 『Start Line（スタートライン）』 （今村彩子）
- 第5回（第18回・2018） 『ラーメンヘッズ』 （重乃康紀）
- 第6回（第19回・2019） 『メランコリック』 （田中征爾）
- 第7回（第21回・2021） 『ドロステのはてで僕ら』 （山口淳太）
- 第8回（第22回・2022） 『二人ノ世界』 （藤本啓太）
- 第9回（第23回・2023） 『断捨離パラダイス』 （萱野孝幸）
- 第10回（第24回・2024） 『福田村事件』 （森達也）
- 第11回（第25回・2025） 『怪獣ヤロウ!』 （八木順一朗）

Nippon Visions Jury Award 「ニッポン・ヴィジョンズ審査員賞」
- 第1回（第14回・2014） 『螺旋銀河』 （草野なつか） ※特記:『友達』 （遠藤幹大）
- 第2回（第15回・2015） 『THE COCKPIT』 （三宅唱） ※特記:『色道四十八手 たからぶね』 （井川耕一郎） / 『デュアル・シティ／DUAL CITY』 （長谷川億名）
- 第3回（第16回・2016） 『ディアーディアー』 （菊地健雄） ※特記:『桜の樹の下』 （田中圭） / 『食べられる男』 （近藤啓介）
- 第4回（第17回・2017） 『プールサイドマン』 （渡辺紘文） ※特記:『かぞくへ』 （春本雄二郎）
- 第5回（第18回・2018） 『息の跡』 （小森はるか） ※特記:『Of Love & Law』 （戸田ひかる）
- 第6回（第19回・2019） 『海抜』 （高橋賢成） ※特記:『ブルーアワーにぶっ飛ばす』 （箱田優子）
- 第7回（第21回・2021） 『海辺の彼女たち』 （藤元明緒） ※特記:『ドロステのはてで僕ら』 （山口淳太）
- 第8回（第22回・2022） 『ひらいて』 （首藤凜） ※特記:『裸足で鳴らしてみせろ』 （工藤梨穂）
- 第9回（第23回・2023） 『あなたの微笑み』 （リム・カーワイ） ※特記:『少女は卒業しない』 （中川駿）
- 第10回（第24回・2024） 『LONESOME VACATION』 （下社敦郎） ※特記:『悪魔がはらわたでいけにえで私』 （宇賀那健一）
- 第11回（第25回・2025） 『雪子 a.k.a.』 （草場尚也）

VGF Nippon in Motion Award「VGFニッポン・イン・モーション賞」 (2012-2014)
- 第1回（第12回・2012） 『koi-man』 （Micaela Fonseca）
- 第2回（第13回・2013） 『Nippon Invasion』 （Michael Herber, Liwen Shen）
- 第3回（第14回・2014） 『Onigiri no origami (Bierfest)』 （Christine Mai, David Clausmeier）

Nippon Honor Award「ニッポン名誉賞」(2015-2022)
- 第1回（第15回・2015） 浅野忠信
- 第2回（第16回・2016） 黒沢清
- 第3回（第17回・2017） 役所広司
- 第4回（第18回・2018） 寺島しのぶ
- 第5回（第19回・2019） 塚本晋也
- 第6回（第22回・2022） 永瀬正敏

Nippon Docs Award 「ニッポン・ドックス賞」
- 第1回（第19回・2019） 『おみおくり〜Sending Off〜』 （イアン・トーマス・アッシュ）
- 第2回（第21回・2021） 『牛久』（イアン・トーマス・アッシュ）
- 第3回（第22回・2022） 『東京クルド』 （日向史有）
- 第4回（第23回・2023） 『オレの記念日』 （金聖雄）
- 第5回（第24回・2024） 『THE MAKING OF A JAPANESE』 （山崎エマ）
- 第6回（第25回・2025） 『かづゑ的』 （熊谷博子）

Nippon Connection Online Award 「ニッポン・オンライン賞」(2020)
- 第1回（第20回・2020） 『アリ地獄天国』 （土屋トカチ）※オンライン開催のみ

Nippon Rising Star Award 「ニッポン・ライジングスター賞」
- 第1回（第23回・2023） 三浦透子
- 第2回（第24回・2024） 古川琴音
- 第3回（第25回・2025） 林孝輔

Nippon Storytelling Award 「ニッポン・ストーリーテリング賞」（脚本）
- 第1回（第24回・2024） 『青春ジャック 止められるか、俺たちを2』 （井上淳一）
- 第2回（第25回・2025） 『ミッシング・チャイルド・ビデオテープ』 （近藤亮太 ※脚本：金子鈴幸）

レトロスペクティブ
- 第1回（第3回・2003） 寺山修司
- 第2回（第4回・2004） Anime Classics – 1924年から1944年までのアニメ映画
- 第3回（第5回・2005） 鈴木清順
- 第4回（第6回・2006） Exploding Japan – 1960年代・1970年代の映画
- 第5回（第7回・2007） Shooting the Sun – 1960年から現在までの日本実験映画
- 第6回（第8回・2008） Wizards of Japanese Independent Animation – 1960年代から現在まで
- 第7回（第9回・2009） Sexploitation and Experimentation: ピンク映画の様々な色味
- 第8回（第10回・2010） Best of Nippon Connection: 2000年から2009年まで
- 第9回（第11回・2011） 園子温
- 第10回（第12回・2012） Visual Resistance: 日本記録映画におけるプロテスト文化
- 第11回（第13回・2013） Eccentric and Explosive – 石井聰亙の映画
- 第12回（第14回・2014） 中平康 – The Wild Child of the Sixties
- 第13回（第15回・2015） Luminous and Vibrant – 相米慎二の映画
- 第14回（第16回・2016） Ghosts and Demons – 日本の怪談
- 第15回（第17回・2017） Ecstasy and Desire – 日活ロマンポルノ
- 第16回（第18回・2018） Elegance & Bloodshed – Japanese Sword Fighting Films from the 1960s
- 第17回（第19回・2019） 若尾文子 – Magnificent Icon Of Japanese Cinema
- 第18回（第20回・2020） Tokyo Stories: Lives And Shapes Of A City
- 第19回（第21回・2021） 田中絹代 – Shining Star On Both Sides Of The Camera
- 第20回（第22回・2022） Stories Of Youth – Coming Of Age In Japan
- 第21回（第23回・2023） 木下恵介

## デザイン
2000年初回目の映画祭以来、「ニッポン・コネクション」の奇抜なデザインはコーポレートアイデンティティーの特徴となっている。柔らかなローズと鮮やかなピンク色のポスターはドイツで数多くクリエイティブ賞やデザイン賞を受賞した。

## 音楽
映画祭の運営チームは映画祭のプログラムを担当だけではなく、他のプロジェクトにも携わっている。
「ニッポン・コネクション」の音楽CDを製作しようという提案の元、運営チームメンバーが東京で録音した地下鉄の音をドイツの音楽家に提供した。その音を元に、大都会、東京にふさわしいトラックを提供した。2003年にCDは『Nippon Connection – The Tokyo Metro Soundtrack』というタイトルで「Label Ckp」よりリリースされた。2005年4月、「das modular」レコードにて『Nippon Connection – Exchanging Tracks』という2枚目のCDが発売された。日本の伝統音楽2曲が欧米と米国の28人のリミックス・アーティストに紹介されその曲に基づいて新しいトラックが作られた。
これら二枚のCDは映画祭のチームにより、日本の映画監督に提供され、短編映画が撮影された。

## 運営
公益法人ニッポン・コネクションe.V. は今でもボランティアの力で運営されている。運営チームは現在約70人、映画祭の間には約100人の協力者が手伝い、開催されている。毎年多くの時間と努力を費やし、補助金やスポンサー協賛などの資金の獲得に努力している。映画祭の予算はその資金と過去映画祭の売り上げで工面されている。